# Quillamachay
Killa Mach'ay (quechua killa luna, cueva mach'ay,  "cueva de la luna", también deletreado como Killa Machay, Killamachay, Quillamachay) es un sitio arqueológico con pinturas rupestres y petroglifos en Perú . Está situado en la Región de Huancavelica, Provincia de Acobamba, Distrito de Acobamba . El sitio consta de cuevas con imágenes de llamas, líneas y personas. Está situado a una altura de 3400 metros (11 155 pies) .